# ガイアナ国防軍
ガイアナ国防軍（ガイアナこくぼうぐん）は、ガイアナの軍事組織。
2007年時点で総員1,100人、予備役670人。

## 概要
ガイアナ国防軍は、1965年11月1日に創設され、イギリス領ガイアナ義勇部隊（BGVF）、特別任務隊（SSU）、イギリス領ガイアナ警察隊（BGPF）および一般市民を母体に構成された。訓練の援助はイギリス人教官により提供された。
ガイアナ国防軍は国土防衛のみならず、国内の秩序維持および経済発展など、その資器材をガイアナ国民のために運用する。例として工兵部隊は道路や滑走路の建設、救急医療飛行などがある。軍への入隊は士官・兵卒共に志願から成る。また、イギリス連邦カリブ海諸国軍の兵士の訓練も受け入れている。ただし、士官の教育訓練はサンドハースト王立陸軍士官学校（歩兵の教育訓練）と海軍兵学校（沿岸警備隊の教育訓練）で行なっている。
国防軍は民生支援や民兵組織（現在の第2歩兵大隊予備グループ）およびガイアナ義勇兵役制度のために、その技術や訓練を活用する。

## 組織
陸軍は現役900人、予備役500人から成る。部隊は1個歩兵大隊、1個工兵大隊（中隊規模）、1個特殊作戦中隊、1個支援中隊、大統領警護隊などがある。このほかに現役100人、予備役170人から成る海軍（沿岸警備隊）、100人から成る空軍がある。準軍事組織としては1,500人規模の民兵組織がある。

## 装備

### 車両
| 名称                        | 種類                       | 生産国         | 画像 | 台数（両） | 備考 |
| --------------------------- | -------------------------- | -------------- | ---- | ---------- | ---- |
| EE-9 カスカベル装輪装甲車   | 装輪装甲車、偵察戦闘車     | ブラジル       |      | 6          |      |
| ショーランドS52装甲車（en） | 装輪装甲車                 | イギリス       |      | 3          |      |
| EE-11 ウルツ装輪装甲車      | 装輪装甲車、装甲兵員輸送車 | ブラジル       |      | 24         |      |
| フォード F-350              | ピックアップトラック       | アメリカ合衆国 |      | 54         |      |

### 火砲
| 名称               | 生産国   | 画像 | 保有数（門） | 備考 |
| ------------------ | -------- | ---- | ------------ | ---- |
| M-46 130mmカノン砲 | ロシア   |      | 6            |      |
| L16 81mm 迫撃砲    | イギリス |      | 12           |      |
| 82mm迫撃砲M42      | ロシア   |      | 18           |      |
| 160mm迫撃砲M-43    | ロシア   |      | 18両         |      |

### 航空機
- Y-12 × 1機
- セスナ 206 × 1機
- ベル 206× 2機
- ショート SC.7 × 2機
- ベル 429 × 1機
- ベル 412 × 1機

### 艦艇
ジョージタウンとバハマニュープロビデンス島に基地を有する。
- 河川哨戒艇（PCC） × 1隻　満載排水量890トン、1985年就役
- T-44型哨戒艇 × 4隻